# Landgilde
Landgilde var den ydelse, som en fæstebonde årligt skulle give jordejeren som betaling for brugen af fæstegårdens bygninger og jord. De enkelte bestanddele af denne landgilde blev kaldt persiller. Landgilden kunne bestå af både afgrøder og husdyr. Størrelse og sammensætning af denne landgilde kunne variere fra sted til sted og over tid beroende på godsejer, konjunkturer og andre forhold. Foruden landgilde måtte fæstebønder også yde arbejde for godset kaldet hoveri. Undertiden kunne disse ydelser blive erstattet af en ydelse i penge. Ændringer i landgilde kunne ske ved forandringer i jordfordelingen, hvor gårdene ved rebning fik pålignet ny landgilde efter ændringerne i gårdenes størrelse og brugsværdi.
Undertiden skelnes mellem på den ene side skyld, der bestod i de egentlige afgifter af den dyrkede jord, og på den anden side herlighedsafgifter, der bestod i andre indkomster fx fra skove og fiskevande.

## Historie

### Middelalder og renæssance
Det er usikkert hvilken betydning, den senmiddelalderlige krise fik for landgilden, men det er sandsynligt, at der skete en lettelse. Også i senmiddelalder synes landgilden at være lettet midlertidigt, når der indtraf kvægpest, mæsvækst eller andre begivenheder, som ødelagde den normale drift. Der findes kun få sikre oplysninger om landgilde konverteret til beløb betalt i penge.
Under renæssancen betød de mange krige, at mange fæstebønder ikke kunne betale deres landgilde, og antallet af gårdforsiddelser voksede. Ofte blev landgildeydelserne nedsat. Til dels forsøgte godsejerne at modvirke sådanne tab ved at forøge hoveriet. I 1656 beregnede Arent Berntsen, at kornlandgilden svarede til omkring en tredjedel af udsæden i områder med trevangsbrug. Ofte fandt reguleringer af landgilde sted i forbindelse med mageskifter, og bønder klagede jævnligt over sådanne reguleringer med påstande om, at landgilden var blevet sat for højt, og ofte blev det bestemt, at "uvildige oldinge" skulle undersøge, om landgilden var sat højere end forsvarligt. Hvis dette var tilfældet, skulle landgilden nedsættes og den nye landgilde indføres i jordebogen, angiveligt "for at godset kan blive ved magt og bønderne blive ved næring og bjergning".
Landgilden kunne blive nedsat af mange årsager, fx stormflod og sandflugt, men tillige krige, brande, kvægsyge og misvækst forekom som årsager til nedsættelser. Omvendt kunne landgilden blive forøget, hvis ny jord blev inddraget til dyrkning. De mange reguleringer kunne give anledning til uenighed mellem godsejere og fæstere, og i flere tilfælde endte de hos kongen, som ikke sældent - men langt fra altid - gav dem medhold. Det er blevet opgjort for årene 1552-1657, at over 60% af 522 fæstegårde for perioden som helhed havde uforandret landgilde, mens landgilden var blevet forøget i 30% og nedsat i 9% af tilfældene.

### Tidlige enevælde
Landgildens størrelse og sammensætning er særlig godt belyst i tiden omkring enevældens indførelse, idet enevælden som en af sine første handlinger afkrævede samtlige godsejere i hele landet oplysninger herom i form af indsendelse af jordebøger som forberedelse til en ændring af skattepolitikken. Der foreligger således omfattende oplysninger herom fra 1662.
Landgilden i korn var efter andele fordelt på områder således (bemærk, at Nordøstsjælland og Bornholm ikke er medtaget):
| Område          | Kornland- gilde (%) | Heraf: Rug | Byg  | Havre |
| --------------- | ------------------- | ---------- | ---- | ----- |
| Odsherred       | 78,6                | 9,9        | 84,6 | 5,5   |
| Øvrige Sjælland | 76,8                | 19,7       | 70,6 | 9,7   |
| Møn             | 67,8                | 6,9        | 64,4 | 28,6  |
| Falster         | 84,5                | 1,2        | 91,0 | 7,8   |
| Lolland         | 67.5                | 1,9        | 87,9 | 10,2  |
| Langeland       | 60,5                | 1,6        | 90,1 | 8,3   |
| Fyn             | 59,0                | 8,7        | 80,8 | 10,5  |
| Samsø           | 49,3                | 0,0        | 71,5 | 28,5  |
| Østjylland      | 54,8                | 28,4       | 51,9 | 19,7  |
| Himmerland      | 59,8                | 31,2       | 56,2 | 12,6  |
| Vendsyssel      | 67,2                | 2,9        | 88,2 | 8,9   |
| Thy og Mors     | 79,1                | 0,2        | 99,6 | 0,3   |
| Salling         | 65,5                | 27,6       | 63,3 | 9,1   |
| Vestjylland     | 49,0                | 56,2       | 38,2 | 5,6   |
| Øvrige Jylland  | 73,6                | 42,4       | 45,9 | 11,6  |

Sammenligninger med udsædens fordeling (det vil sige hvormeget rug, byg og havre der blev sået hvert sted) viser ringe sammenfald: fx udgjorde rug i Østdanmark og ved Limfjorden 20-50% af udsæden men udgjorde kun 10% eller mindre af landgilden, omend den visse steder i Nordøstsjælland kunne være over 20% og enkelte steder endda over 40%. Havre udgjorde i Østjylland, Thy og Mors samt Salling 28-36% af udsæden men svingede fra 0,3% af Landgilden i Thy og Mors til 19,7% i Østjylland. Byg var overordnet set den vigtigste landgildeafgrøde, men kunne svinge fra 38% i Vestjylland helt op til 99,6% i Thy og Mors. En del af forklaringen på forskellene i fordelingen af udsæd og landgilde må søges i, at korn i datiden var en vigtig eksportafgrøde, og der viser der sig da også at være rimelig stor overensstemmelse i fordelingen af afgrøder ved landgilde og på eksport.
Blandt andre afgrøder ydet i landgilde kan nævnes hvede, hvoraf blev ydet 342,3 tønder, og ærter, hvoraf blev ydet 168,0 tønder, men tilsammen udgjorde de kun 1,3% af den samlede landgilde.
Med hensyn til husdyr bestod landgilden ikke mindst i leveringer af lam, gæs, høns og æg. Disse ydelser blev i samtiden kaldt småredsler. De kunne indgå i forskellige kombinationer i de enkelte dele af landet. mest udbredt var 1 lam, 1 gås og 2 høns, mens kombinationen 0 lam, 1 gås og 2 høns var udbredt i Vendsyssel og det nordvestlige Jylland og kombinationen 1 lam, 2 gæs og 4 høns var mest udbredt på Fyn. På Lolland var kombinationen 1 lam, 1 gås og 5 høns udbredt. Også andre kombinationer forekom.
Af andre persiller kan nævnes smør, der udgjorde den næststørste landgildeydelse efter korn med 4.012 tønder svarende til 12,8% af det samlede hartkorn. Beregnet 37,6% af landets gårde ydede landgilde i smør. Det var især områder i Vestjylland og på Fyn, som havde ret høje smørydelser. Okså okser var stedvis en ydelse af stor betydning. Der foregik i datiden en stor studeeksport, og opfodringen af disse stude og okser var derfor af stor betydning. En del fæstegårde måtte påtage sig dele af denne opfodring, og okser, der således blev opstaldede hos fæsterne, blev i samtiden kaldt for fodernød, foderokser og staldokser. Værdien af en fodernød var vurderet til ½ tønde hartkorn. Denne opfodring spillede især en rolle i kystnære områder på det sydlige Langeland, Tåsinge, Fyn samt i store dele af Jylland. På Fyn og i Jylland udgjorde de 4,6-4,8% af landgilden men på Sjælland kun 0,8%. Også opfedede svin spillede en betydningsfuld rolle.
Endelig må det nævnes, at også fisk spillede en rolle som landgildeydelse i visse egne og områder, fx sild og ål ved Limfjorden og torsk langs den jyske vestkyst og ved Storebælt.
Danske Lov fra 1683 bestemte (3-13-14) om landgilde, at "ingen bonde skal være pligtig at levere andet enten i varer eller i penge, end som han står for i jordebogen". Det var således umuligt for godsejere at udnytte mulige højkonjunkturer til egen fordel, og ydelserne synes generelt ikke at være blevet forhøjede i perioden efter lovens gennemførelse. Ved matriklen af 1688 blev hartkornet for et stort antal fæstegårde nedsat, og dette førte efterfølgende til lettelser i landgildeydelserne. Undertiden blev landsbyer egaliserede, det vil sige jorden omfordelt således, at alle gårde blev skyldsat til samme hartkorn. Manglende forøgelse af landgilden skyldes måske, at korn fra bønder var for ringe til afsætning til købmænd og at det måtte være mere ønskelig at forøge hovedgårdens egen avl ved hoveri men måske også de kriser i form af kvægpest og misvækst, som jævnligt ramte landbruget og gjorde forhøjelser uhensigtsmæssige. Godser måtte jævnligt eftergive gæld, som var umulig at betale.

### Fra 1720 til landboreformerne
Endnu i denne periode blev landgilde ofte ydet i naturalieydelser, men flere steder blev småredslerne omregnede til penge, fa på Dragsholm Gods i Odsherred. Også rytterbønderne skulle betale det meste af deres landgilde i penge. På Erholm-Søndergårde Gods på Vestfyn kunne en gård vurderet til 6-7 tønder hartkorn i naturalier betale 5 tønder 2 skæpper byg samt 5 rigsdaler 2 mark og yde får, lam, fjerkræ og æg som småredsler men også smør og humle indgik i landgilden. Mange steder blev landgilden nedsat efter gennemførelsen af matriklen 1688 og lå herefter nogenlunde fast, indtil en lov i 1792 åbnede mulighed for godsejere for at hæve dem.
Landgilde i naturalydelser var almindelig helt frem til landboreformerne og bestod i både korn og småredsler, men blandt andet på Fyn blev pengelandgilde efterhånden almindelig. Huse skyldsat med hartkorn blev kaldt landgildehuse; ofte var der tale om huse for håndværkere, og i perioden 1720-1759 voksede den normale landgildeydelse for sådanne huse fra 2½ til 4½ rigsdaler.